# Episodi di The Umbrella Academy (seconda stagione)
La seconda stagione della serie televisiva The Umbrella Academy, composta da 10 episodi, è stata pubblicata su Netflix il 31 luglio 2020, in tutti i paesi in cui il servizio è disponibile.
| nº | Titolo originale            | Titolo italiano             | Pubblicazione  |
| -- | --------------------------- | --------------------------- | -------------- |
| 1  | Right Back Where We Started | Right Back Where We Started | 31 luglio 2020 |
| 2  | The Frankel Footage         | Il video dei Frankel        | 31 luglio 2020 |
| 3  | The Swedish Job             | Il lavoro degli svedesi     | 31 luglio 2020 |
| 4  | The Majestic 12             | I Majestic Twelve           | 31 luglio 2020 |
| 5  | Valhalla                    | Valhalla                    | 31 luglio 2020 |
| 6  | A Light Supper              | Una cena leggera            | 31 luglio 2020 |
| 7  | Öga for Öga                 | Öga for Öga                 | 31 luglio 2020 |
| 8  | The Seven Stages            | Le sette fasi               | 31 luglio 2020 |
| 9  | 743                         | 743                         | 31 luglio 2020 |
| 10 | The End of Something        | La fine di qualcosa         | 31 luglio 2020 |

## Right Back Where We Started
- Titolo originale: Right Back Where We Started
- Diretto da: Sylvain White
- Sceneggiatura: Steve Blackman

### Trama
Il viaggio nel tempo di Cinque va storto quando i suoi fratelli finiscono in anni diversi a Dallas degli anni '60. Cinque arriva il 25 novembre 1963 e trova i suoi fratelli che combattono contro i soldati sovietici. All'improvviso appare un anziano Hazel, e lui e Cinque scappano prima che il mondo venga distrutto dalle armi nucleari. Hazel spiega che quella era l'apocalisse e che i fratelli Hargreeves hanno dieci giorni per fermarla. Tre assassini svedesi arrivano ed uccidono Hazel, mentre Cinque riesce a scappare e finisce nella casa di un uomo di nome Elliot, che ha monitorato il vicolo in cui Cinque e i suoi fratelli sono arrivati dal 2019, accettando di aiutare Cinque. Le vite degli altri fratelli vengono rivelate: Luther è in un ring di pugilato e vive in un club lavorando come guardia del corpo per Jack Ruby, Diego è bloccato in un manicomio e vuole impedire l'assassinio di John F. Kennedy, Allison si è sposata con un attivista per i diritti civili di nome Raymond Chestnut, Klaus ha avviato una setta e Vanya, che soffre di amnesia, vive con una coppia sposata, Sissy e Carl, ed è la tata del figlio disabile Harlan. Dopo essere stato inseguito dagli uomini svedesi, Diego riesce a fuggire dal manicomio con la sua amica e compagna di ospedale, Lila. Cinque trova Luther al club e gli racconta la situazione, ma Luther si rifiuta di aiutare.

## Il video dei Frankel
- Titolo originale: The Frankel Footage
- Diretto da: Stephen Surjik
- Sceneggiatura: Mark Goffman

### Trama
Tre mesi dopo essere stata colpita da Hazel, l'Handler torna alla Commissione solo per scoprire di essere stata retrocessa dal suo capo, un pesce parlante di nome AJ. Vanya va al club a prendere Carl e Luther la vede. Ray viene arrestato dalla polizia, durante una manifestazione non violenta organizzata dal movimento per i diritti civili da lui fondato. Cinque porta Diego e Lila a casa di Elliott e guardano un filmato che Hazel ha regalato a Cinque poco prima della sua morte. Guardando il film, Diego e Cinque si rendono conto che il loro padre Reginald era presente all'assassinio di Kennedy, essendo il misterioso "uomo con l'ombrello" ripreso in Dealey Plaza il 22 novembre 1963, giorno dell'attentato mortale al presidente. In prigione, Klaus lega con Ray e viene rilasciato poco dopo. Quando Allison va a trovare suo marito, nota che uno dei seguaci di Klaus ha gli stessi tatuaggi sulle mani di Klaus. Luther arriva alla fattoria di Sissy e si scusa con Vanya, solo per scoprire che lei non si ricorda di lui e se ne va. Diego e Cinque si intrufolano nella compagnia di Reginald e Cinque incontra Pogo, ora un cucciolo. Diego e Reginald si affrontano in duello e Reginald accoltella Diego prima di andarsene.

## Il lavoro degli svedesi
- Titolo originale: The Swedish Job
- Diretto da: Stephen Surjik
- Sceneggiatura: Jesse McKeown

### Trama
Di ritorno a casa di Elliott, Lila riesce a salvare Diego e i due poi fanno l'amore. Vanja, uscita di notte, viene intercettata dagli svedesi, che la inseguono in un campo di grano, Vanja usa i suoi poteri per impedire loro di ucciderla. Cinque la trova e le spiega la situazione. Ray, uscito di prigione con l'aiuto di Klaus, trova Luther che cerca Allison. Provando ancora dei sentimenti per lei, Luther se ne va dopo aver scoperto che Allison è sposata. Nel frattempo, Allison, insieme ad altri afroamericani, partecipa ad un sit-in in una tavola calda per soli bianchi. Ray va alla tavola calda per partecipare al sit-in ma viene arrestato insieme al resto dei manifestanti. Vedendo Ray picchiato da un agente di polizia, Allison usa i suoi poteri per costringere l'agente a lasciare Ray in pace, con il risultato che Ray scappa da Allison, confuso su chi sia veramente. Trovando Dave a lavorare in un negozio di vernici, Klaus dice a Ben che vuole impedire a Dave di andare in guerra nel Vietnam. Lila lascia Diego e si reca in un hotel, dove si scopre che Lila lavora per la Commissione, a fianco dell'Handler, che lei chiama "mamma".

## I Majestic Twelve
- Titolo originale: The Majestic 12
- Diretto da: Tom Verica
- Sceneggiatura: Bronwyn Garrity

### Trama
Prima di tornare da Diego, Lila viene istruita dall'Handler di proteggere Cinque ad ogni costo. Venuta a sapere di essere stata la causa dell'apocalisse nel 2019, Vanya torna alla fattoria della famiglia Cooper. Non essendo in grado di spiegare a Ray i suoi poteri, Allison lo lascia e trova Luther, che la informa dell'imminente apocalisse. Nel frattempo, Diego, Lila e Cinque vanno a un ricevimento presso l'ambasciata messicana dove incontreranno Reginald. Dopo che Diego ha parlato con Grace, ora umana, che ha una relazione sentimentale con Reginald, il trio viene attaccato dagli svedesi. I tre riescono a respingerli ma intanto Reginald se ne va. Vanya usa i suoi poteri per salvare Harlan dall'annegamento dopo che il ragazzino era caduto in un lago. Realizzando che Harlan potrebbe morire se lei se ne andasse, Vanya decide di restare. Dopo aver tentato, senza successo, di far desistere Dave dall'arruolarsi nell'esercito, Klaus comincia a bere per consolarsi e poi si addormenta a casa di Allison. Sotto l'effetto del gas esilarante, Luther rivela accidentalmente a Elliot l'imminente arrivo dell'apocalisse.

## Valhalla
- Titolo originale: Valhalla
- Diretto da: Tom Verica
- Sceneggiatura: Robert Askins

### Trama
Vanya comincia una relazione intima con Sissy. A casa di Elliot, Luther racconta a Cinque e Diego che una volta arrivato a Dallas, era tornato indietro alla Academy ma era stato cacciato via da Reginald che non aveva creduto possibile di aver adottato sette bambini nel futuro, dato che li odia e non vuole avere figli. Nel presente, il trio decide di riunirsi ai membri restanti della Academy per spiegare loro la situazione corrente, e insieme, partire alla ricerca di Reginald, credendo che il loro obiettivo sia quello di salvare JFK. Essendo stata allontanata da Cinque che non si fida di lei, Lila torna con l'Handler per costringere Cinque ad incontrarle in un magazzino abbandonato. Mentre i killer svedesi piangono la morte di uno dei loro fratelli, Vanya decide di rimanere con la famiglia Cooper dopo aver sorpreso Sissy a letto con Carl. Luther e Diego ricevono un invito a una "cena leggera" da parte di Reginald, Klaus torna ai suoi adepti, mentre Allison decide di tornare da Ray per spiegargli "tutto".

## Una cena leggera
- Titolo originale: A Light Supper
- Diretto da: Ellen Kuras
- Sceneggiatura: Aeryn Michelle Williams

### Trama
Al magazzino l'Handler offre a Cinque un accordo, promettendo di far tornare la sua famiglia nel 2019 se lui ucciderà tutti i membri del consiglio amministrativo della Commissione durante una riunione speciale nel 1982. Il resto dei membri della Academy ricevono anche loro l'invito a cena da parte di Reginald, e insieme si recano all'appuntamento dove gli rivelano i loro poteri e gli spiegano la situazione attuale. Allison mostra a Ray i suoi poteri, Diego racconta a Grace del piano di Reginald per uccidere JFK, e Carl osserva da lontano Sissy e Vanya mentre fanno l'amore in macchina. Intanto, essendo stati informati che Diego ha ucciso il loro fratello, gli svedesi fanno visita a Elliot, lo torturano a morte, e lasciano il messaggio "Öga för öga" (occhio per occhio) vergato con il suo sangue sul pavimento. In hotel, Cinque accetta la proposta dell'Handler.

## Öga for öga
- Titolo originale: Öga för öga
- Diretto da: Ellen Kuras
- Sceneggiatura: Nikki Schiefelbein

### Trama
Dopo aver massacrato con un'ascia i membri direttivi della Commissione, a Cinque vengono concessi 90 minuti per radunare il resto della Academy e tornare nel 2019. Sapendo quanto Sissy sia infelice con il marito, Vanya decide di portarla nel futuro con sé insieme ad Harlan, mentre Allison decide di portare Ray. Quando Ray ed Allison si stanno preparando per andare, vengono assaliti in casa dai due fratelli svedesi rimanenti. Allison usa i suoi poteri di persuasione su uno dei due costringendolo a fargli uccidere il fratello. Inorridito dal gesto compiuto, lo svedese fugge. Poiché Sissy ha lasciato un messaggio d'addio al marito prima di fuggire, lei, Harlan e Vanya vengono fermati ad un posto di blocco da alcuni agenti di polizia: uno di essi è il fratello di Carl. Vanya usa i suoi poteri per respingerli ma viene messa fuori combattimento con il calcio di un fucile. Dato che la Academy non si è riunita in tempo, Cinque è costretto a distruggere la valigetta per il viaggio nel tempo datagli dall'Handler, e a rimanere intrappolato nel passato.

## Le sette fasi
- Titolo originale: The Seven Stages
- Diretto da: Amanda Marsalis
- Sceneggiatura: Mark Goffman & Jesse McKeown

### Trama
Presso l'edificio dell'FBI di Dallas, Vanya viene interrogata dall'agente speciale Willy Gibbs, essendo sospettata di essere una spia sovietica del KGB, e si scopre che la ragazza effettivamente parla il russo. Drogata e sottoposta a tortura con delle scosse elettriche, Vanya comincia a ricordare il proprio passato. Nel frattempo, Cinque decide di incontrarsi con la propria versione anziana, per convincere la sua controparte a utilizzare la valigetta per il viaggio nel tempo così da riportare a casa tutti i membri della Academy. Dopo essersi incontrati in un bar, il "vecchio" Cinque rivela a Luther il suo piano per impedire a Vanya di causare la fine del mondo; il piano prevede anche di uccidere la versione tredicenne di Cinque. Lila rapisce Diego per costringerlo a unirsi alla Commissione e diventare il suo fidanzato. Grazie all'aiuto di Herb, Diego vede cosa succederà il 22 novembre 1963 in quella linea temporale. Invece di essere ucciso, JFK viene portato in salvo dalla scorta quando l'edificio dell'FBI viene distrutto da Vanya, causando in seguito lo scoppio della terza guerra mondiale poiché i sovietici sono ritenuti i responsabili dell'esplosione; alla fine il conflitto provocherà un olocausto nucleare. Con l'aiuto di Herb, Diego fugge dagli uffici della Commissione e insieme a Klaus ed Allison ritorna a Dallas per impedire a Vanya di far esplodere il palazzo. Tuttavia, la combinazione della tortura e del ritorno della memoria causa la manifestazione incontrollata dei poteri di Vanya, mentre gli altri tentano disperatamente di raggiungerla.

## 743
- Titolo originale: 743
- Diretto da: Amanda Marsalis
- Sceneggiatura: Bronwyn Garrity & Robert Askins

### Trama
Non riuscendo gli altri a raggiungere Vanya, Ben entra nei meandri della mente di lei dove la traumatizzata Vanya si è rifugiata. La comprensione da parte di Ben della sua situazione serve a calmare Vanya e a sventare così l'esplosione dell'edificio durante il passaggio del corteo presidenziale e l'apocalisse conseguente. Tuttavia, lo sforzo del fantasma di Ben per raggiungerla è stato troppo grande e causa il suo definitivo passaggio all'aldilà. Mentalmente connesso a Vanya, Harlan sperimenta gli effetti negativi della quasi esplosione e accidentalmente uccide suo padre deviando un proiettile sparato per sbaglio da Carl cercando di strappare di mano il fucile a Sissy. Seguendo un indizio segretamente suggeritogli da AJ, Herb scopre il fascicolo dell'ordine 743 che poi mostra a Lila. La ragazza chiede spiegazioni a sua madre in quanto ha scoperto che i suoi genitori biologici sono stati uccisi da Cinque per decisione della Commissione. Ignara che l'ordine 743 era stato approvato dall'Handler, Lila si prepara a uccidere Cinque per vendetta. Il "giovane" Cinque viene a sapere del piano di ucciderlo del "vecchio" Cinque, e con l'aiuto di Luther, riesce a rimandare la sua versione adulta nel futuro anche se la valigetta resta distrutta nel processo. Dato che gli uffici dell'FBI non sono stati distrutti, Il corteo presidenziale prosegue la sua normale parata e JFK viene assassinato nonostante un estremo tentativo di salvarlo da parte di Diego. Contrariato dalla morte di Kennedy, Reginald visita i Majestic 12, rivela di essere un alieno, e li uccide. Alla Commissione, l'Handler annuncia a tutti gli impiegati e agli agenti sul campo di prepararsi per la guerra.

## La fine di qualcosa
- Titolo originale: The End of Something
- Diretto da: Jeremy Webb
- Sceneggiatura: Steve Blackman

### Trama
L'Academy scopre di essere ricercata per terrorismo come presunta complice nell'assassinio del presidente John F. Kennedy. Sentendo che Harlan è in pericolo, Vanya, insieme al resto del gruppo, torna alla fattoria di Sissy per aiutarlo. L'Handler arriva con un'armata di agenti della Commissione, ma Vanya li uccide tutti. Lila rivela di avere il potere di replicare ogni potere dei membri della Academy essendo una degli altri 43 bambini nati lo stesso giorno nel 1989, e viene a sapere da Cinque che lui ha ucciso i suoi genitori su ordine specifico dell'Handler che voleva rapirla per sfruttare le sue abilità. Dopo la rivelazione, l'Handler uccide tutti, Lila compresa, prima di essere uccisa a sua volta dall'ultimo killer svedese rimasto. Ferito a morte, Cinque torna indietro nel tempo di qualche minuto così da impedire all'Handler di ucciderli tutti. Lo svedese spara all'Handler uccidendola e poi decide di andarsene. Lila fugge via. Sissy rompe la relazione con Vanya per il bene di Harlan. Vanya rimuove i suoi poteri da lui. Herb, ora nuovo leader ad interim della Commissione, permette ai membri della Academy di usare una valigetta per tornare nel 2019 mentre Ray riceve una lettera d'addio da Allison, lo svedese si unisce alla comune dei seguaci di Klaus, Dave si arruola nell'esercito e Sissy inizia una nuova vita con Harlan che ha mantenuto dei poteri telecinetici. In una dimensione parallela nel 2019, la Umbrella Academy scopre che Reginald è vivo e ha formato la "Sparrow Academy" invece, con Ben (ancora in vita) come Numero Due, e cinque diversi ragazzi oltre ad un non identificato cubo verde fluttuante.